# Мане, Малик
Мали́к Мане́ (фр. Malick Mane; 14 октября 1988, Зигиншор, Сенегал) — сенегальский футболист, нападающий.

## Карьера
Малик Мане начинал свою карьеру на родине в клубе «Каса Спорт» из Зигиншора. В 2008 году переехал в Норвегию, где продолжил карьеру в клубе «Саннефьорд».

Когда я играл в Норвегии, моя команда опустилась во второй дивизион. Конечно, тот чемпионат, возможно, сильнее, чем ваш, однако мне понравились амбиции моего нынешнего клуба. И теперь я рад, что тогда мой агент предложил вариант с «Актобе». Я счастлив быть в Казахстане, но когда только приехал было страшновато, так как я ничего не знал о вашей стране. Первым моим впечатлением был холод. Сейчас привык.
— Малик Мане
В 2011 году выступал на правах аренды за казахстанский «Актобе», за который успел отличиться как во внутреннем первенстве, так и в матчах Лиги Европы УЕФА. Потом 4 года мыкался по разным арендам в Европе, Азии и Австралии.
Пока наконец не подписал в 2016 году годовой контракт с казахстанским «Таразом».
Но в сезоне 2017 года перешёл в китайский клуб Второй лиги «Нэй Мэнгу Чжунъю». Но летом вернулся обратно в «Тараз».
Однако «Тараз» вылетел из Премьер-лиги и в марте 2018 года Малик подписал контракт до конца сезона с другим казахстанским клубом «Акжайык».